# Explosion de la mine d'Amasra
L'explosion de la mine d'Amasra est survenue le 14 octobre 2022 lorsqu'une explosion meurtrière s'est produite dans la mine de charbon d'Amasra (en) à Amasra  dans la province de Bartın, en Turquie. C'est l'un des incidents industriels les plus meurtriers en Turquie,.

## Explosion
L'explosion s'est produite à 18 h 30, heure turque. Au moment de l'incident, environ 110 personnes travaillaient dans la mine et près de la moitié d'entre elles se trouvaient à plus de 300 m de profondeur,,. Le ministre de l'Intérieur Süleyman Soylu a déclaré que plus de 22 personnes étaient mortes, et 28 personnes ont rampé par elles-mêmes. Le ministre de la Santé Fahrettin Koca a déclaré que 11 personnes avaient été retirées vivantes et étaient soignées à l'hôpital,. Certains rapports indiquaient que cinq personnes travaillaient à moins de 350 m et 44 personnes travaillaient à moins de 300 m,,. 58 mineurs ont été sauvés de la mine.
L'explosion s'est produite à une profondeur d'environ 300 mètres. La cause de l'explosion est encore inconnue et fait l'objet d'une enquête. Des ambulances sont en attente sur le site.

## Conséquences
Le président de la Turquie, Recep Tayyip Erdoğan, a écrit sur Twitter qu'il surveillait de près la situation et a déclaré que les opérations de recherche et de sauvetage progressaient "rapidement" à la mine. Erdoğan a annulé un voyage prévu à Diyarbakır pour se rendre à Amasra.